# گری کلیتون
گری کلیتون (انگلیسی: Gary Clayton؛ زادهٔ ۲ فوریهٔ ۱۹۶۳) بازیکن فوتبال اهل بریتانیا است.
از باشگاه‌هایی که در آن بازی کرده‌است می‌توان به باشگاه فوتبال کمبریج یونایتد، باشگاه فوتبال پیتربورو یونایتد، باشگاه فوتبال دونکستر راورز، باشگاه فوتبال برتون آلبیون، باشگاه فوتبال تورکی یونایتد، باشگاه فوتبال گینزبورو ترینیتی، باشگاه فوتبال پلیموث آرگیل، و باشگاه فوتبال هادرزفیلد تاون اشاره کرد.